# Caso Daniel Campelo
El 29 de junio de 2021, el adhesivo brasileño Daniel Campelo da Silva, de 51 años, recibió un disparo y policial se negó a llevar a Daniel al hospital. Daniel tuvo una pérdida de visión de su ojo izquierdo después de ser disparo por una bala de goma cuando pasó una protesta contra el gobierno del entonces presidente Jair Bolsonaro. Daniel no participaba en la manifestación, casualmente regresaba a casa después de comprar artículos para su trabajo.

## Antecedentes
Las manifestaciones contra el gobierno de Bolsonaro y por la vacuna y en apoyo al CPI que investiga el COVID el 29 de junio de 2021 fueron programadas en línea y se desarrollaron simultáneamente en todos los estados de Brasil, en sus capitales y/o en ciudades importantes, informaron 210 ciudades brasileñas. Manifestaciones contra el gobierno. Hubo manifestaciones contra el gobierno de Bolsonaro en otros 14 países.
La manifestación donde ocurrió el caso en cuestión fue en la ciudad de Recife en Pernambuco, la manifestación se desarrolló pacíficamente hasta que el escuadrón antidisturbios de la policía militar de Pernambuco llegó al lugar y dispersó agresivamente a los manifestantes utilizando granadas paralizantes, gas pimienta y balas de goma.

## Incidente
Daniel Campelo da Silva, de 51 años, buscaba materiales gráficos para su obra, cuando decidió atravesar la manifestación, que por el momento era pacífica, los manifestantes no le bloquearon el paso y se dirigía en su dirección cuando comenzó el motín.
Los policías comenzaron a disparar irresponsablemente contra los manifestantes, al notar la confusión y evitando ser baleado, Daniel levantó los brazos en forma de señal universal de rendición. Luego los policías le dispararon y lo golpearon, cuando Daniel recibió los disparos, cayó al suelo y permaneció allí hasta que otros manifestantes lo ayudaron a levantarse.
Daniel Campelo, afirmó “Podrían inmovilizarme, algo. Tenía el brazo levantado. Entonces no hubo tiempo. Varios disparos. No sabía de dónde vino. Es un impacto muy fuerte. Destruye todo tu cuerpo” 

### Negarse a ayudar
Durante el rescate de Daniel, los manifestantes que regresaron para ayudarlo a levantarse y seguir caminando fueron golpeados con balas de goma, los manifestantes en cuestión levantaron las manos para indicar nuevamente que estaban desarmados y que no buscaban conflicto, pero la policía continuó disparando hasta Los manifestantes lograron llevar a Daniel a una zona segura, los manifestantes en cuestión no sufrieron heridas graves.
Los manifestantes se acercaron a un vehículo policial que se negó a llevar a Daniel al hospital, se bajaron del vehículo en el que se encontraban, escucharon a los manifestantes pero ignoraron el pedido de ayuda, complicando así ayudar a Daniel ante el alto tráfico. eso estaba ocurriendo a causa de la manifestación. La ayuda de la policía militar facilitaría el transporte de Daniel y su llegada más rápida al hospital.

### Otro lado
La policía militar informó que fueron llamados para dispersar a los manifestantes porque no cumplían las órdenes de distanciamiento social emitidas durante un decreto del ayuntamiento. La policía militar negó mala praxis por parte de los policías y se abrieron investigaciones para investigar los hechos. En total, 16 policías militares fueron apartados de sus funciones en la calle, entre ellos 3 oficiales y 13 soldados rasos.

## Otros actos de violencia

### Lina Cirne
La concejal del PT, Lina Cirne, teniendo una imagen de autoridad en el lugar, acudió a la policía para negociar sobre la acción tomada por los antidisturbios, pero cuando se acercó habló sobre el método utilizado para dispersar a los manifestantes, tratando así de preservar pacíficamente Los manifestantes y la policía, la concejala fue atacada con gas pimienta en los ojos. La concejala no sufrió heridas graves, sólo quedó confundida y fue rescatada por los propios manifestantes.
Sin embargo, el spray de pimienta es un arma potencialmente letal que sólo debe utilizarse en los últimos casos. El spray de pimienta puede irritar la mucosa de la garganta y generar así una inflamación que puede ser mortal, y si se utiliza en exceso en los ojos puede provocar ceguera temporal o permanente. El riesgo se duplica si la víctima tiene una alergia preexistente a los pimientos, lo que podría provocar un shock anafiláctico.

### Jonás Correa de Francia
Jonás Correa de Francia, de 21 años, participaba en la hasta ahora pacífica manifestación, cuando fue impactado por una bala de goma en el ojo derecho, en el caso de Jonás no está claro el grado de deterioro de su visión, sin embargo luego de ser sometido a un Tras la evaluación médica, Jonas descubrió que podía perder visión parcial o total en su ojo derecho.

## Uso político de las fuerzas de seguridad
El uso político de la Policía Militar fue cuestionado desde el inicio de la acción agresiva de la policía contra los manifestantes, al considerar que, incluso al manifestarse, todos los manifestantes eran pacíficos y portaban mascarillas, y además intentaban mantener la distancia de seguridad para evitar contagios por COVID 19. El uso de la fuerza policial no fue proporcional cuando los manifestantes estaban a favor del gobierno de Bolsonaro porque, además de aglomerarse, gran parte de los manifestantes estaban en contra del uso de mascarillas y no las utilizaban.
Luego de las investigaciones, un documento reveló que el principal autor de los actos violentos en la manifestación fue un coronel de la policía militar partidario del gobierno de Bolsonaro, haciendo cada vez más evidente el uso político de las fuerzas de seguridad en el estado de Pernambuco.